# Azad Azerbaijan TV
Pour les articles homonymes, voir ATV.
Azad Azerbaijan TV (ATV) est une chaîne de télévision privée en Azerbaïdjan.

## Histoire de la chaîne
Le 13 mai 1998, la société Azad Azerbaïdjan est enregistrée au Ministère de la Justice. Deux ans plus tard, le 25 décembre 2000, Azad Azerbaijan TV commence à émettre. 

### Slogans
- depuis [Quand ?]: « Ən baxımlı kanal », (fr) « Le canal le plus intéressant »

## Programmes
ATV a commencé par diffuser des films et des clips vidéos puis par la suite, des informations, des émissions et d'autres programmes ont été ajoutées. Ces dernières années, ATV prétend être la chaîne la plus populaire et la plus visible en Azerbaïdjan.

### Jeux
- Fort Boyard diffusé en septembre 2013.